# رئيس مفوضية الاتحاد الإفريقي

علم الاتحاد الإفريقي

رئيس مفوضية الاتحاد الإفريقي هو رئيس مفوضية الاتحاد الإفريقي، و هي من المؤسسات الرئيسية في الاتحاد الإفريقي، هذا المنصب أنشأ في نفس الوقت مع إنشاء الاتحاد في 9 يوليو 2002، و قد خلف منصب أمين عام منظمة الوحدة الإفريقية. يتم انتخاب المفوض من قبل جمعية الاتحاد الإفريقي لمدة قدرها 4 سنوات.

## المفوضين
| الاسم                  | بداية العهدة   | نهاية العهدة   | الجنسية      | ملاحظات   |
| ---------------------- | -------------- | -------------- | ------------ | --------- |
| أمارا إيسي             | 9 يوليو 2002   | 16 سبتمبر 2003 | ساحل العاج   | رئيس مؤقت |
| ألفا عمر كوناري        | 16 سبتمبر 2003 | 28 أبريل 2008  | مالي         |           |
| جان بينغ               | 28 أبريل 2008  | 15 أكتوبر 2012 | الغابون      |           |
| نكوسازانا دلاميني زوما | 15 أكتوبر 2012 | 14 مارس 2017   | جنوب إفريقيا |           |
| موسى فكي محمد          | 14 مارس 2017   | مستمر          | تشاد         |           |